# Acronychia imperforata
Acronychia imperforata är en vinruteväxtart som beskrevs av Ferdinand von Mueller. Acronychia imperforata ingår i släktet Acronychia och familjen vinruteväxter. Inga underarter finns listade i Catalogue of Life.